# نيل توماس
نيل توماس (بالإنجليزية: Neil Thomas) هو لاعب جمباز فني بريطاني، ولد في 6 أبريل 1968.

## روابط خارجية
- نيل توماس على موقع الاتحاد الدولي للجمباز (biography) (الإنجليزية)
- نيل توماس على موقع أوليمبيديا (الإنجليزية)